# Torrecilla (Cuenca)
Torrecilla es una localidad del municipio conquense de Sotorribas, en la Comunidad Autónoma de Castilla-La Mancha (España). 
La iglesia está dedicada a Nuestra Señora de la Asunción.

## Localidades limítrofes
Confina con las siguientes localidades:
- Al norte con Villaseca y Pajares.
- Al noreste con Ribatajadilla.
- Al sureste con Zarzuela.
- Al sur con Collados.
- Al oeste con Torralba.

## Demografía
| Gráfica de evolución demográfica de Torrecilla entre 1842 y 1970 |
| |
| Población de derecho según los censos de población del INE Población de hecho según los censos de población del INEEntre el censo de 1857 y el anterior, crece el término del municipio porque incorpora a Pajares y Villaseca Entre el censo de 1981 y el anterior, este municipio desaparece porque se integra en el municipio Sotorribas |

Evolución de la población
| Gráfica de evolución demográfica de Torrecilla entre 2000 y 2017   |
|                                                                    |
| Población de derecho (2000-2017) según el padrón municipal del INE |

## Historia
Así se describe a Torrecilla en el tomo XV del Diccionario geográfico-estadístico-histórico de España y sus posesiones de Ultramar, obra impulsada por Pascual Madoz a mediados del siglo XIX:

Aldea con ayuntamiento en la provincia, diócesis y partido judicial de Cuenca (4 leguas), audiencia territorial de Albacete (24) y capitanía general de Castilla la Nueva (Madrid 25); Situada en llano al pie de una pequeña colina, y en medio de dos cañadas; su clima es frío, bien ventilado y sano. Consta de 50 casas, escuela de primeras letras dotada con 12 almudes de tierra; una fuente de buena agua a ½ cuarto legua de la población; iglesia parroquial (Nuestra Señora de la Asunción) de entrada y servida por un cura y dos tenientes para los anejos Collados y Villaseca. El término confina por N con Pajares y Villasecas; E Zarzuela; S Collazos, y O Torralba; su terreno disfruta de monte y llano, parte reducido a cultivo y parte poblado de pi-nos, robles, estepa, romero y otros arbustos; la primera bastante productiva y particularmente la vega y unos huertos que se riegan con el agua de 2 pequeños arroyos, que cruzando el término pasan a unirse con el río Trabaque. Los caminos son locales y uno bueno carretero para la capital de provincia. Producciones: trigo, cebada, centeno, avena, judías, patatas, cáñamo y alguna hortaliza; se cría ganado lanar, vacuno y cabrío; caza de liebres, perdices y conejos, y pesca de cangrejos. Industria: la agrícola y un molino harinero. Población: 62 vecinos, 247 almas. Capital productivo: 672.680 reales. Imponible: 33.634 reales.
Diccionario geográfico-estadístico-histórico de España y sus posesiones de Ultramar